# Dean Komel

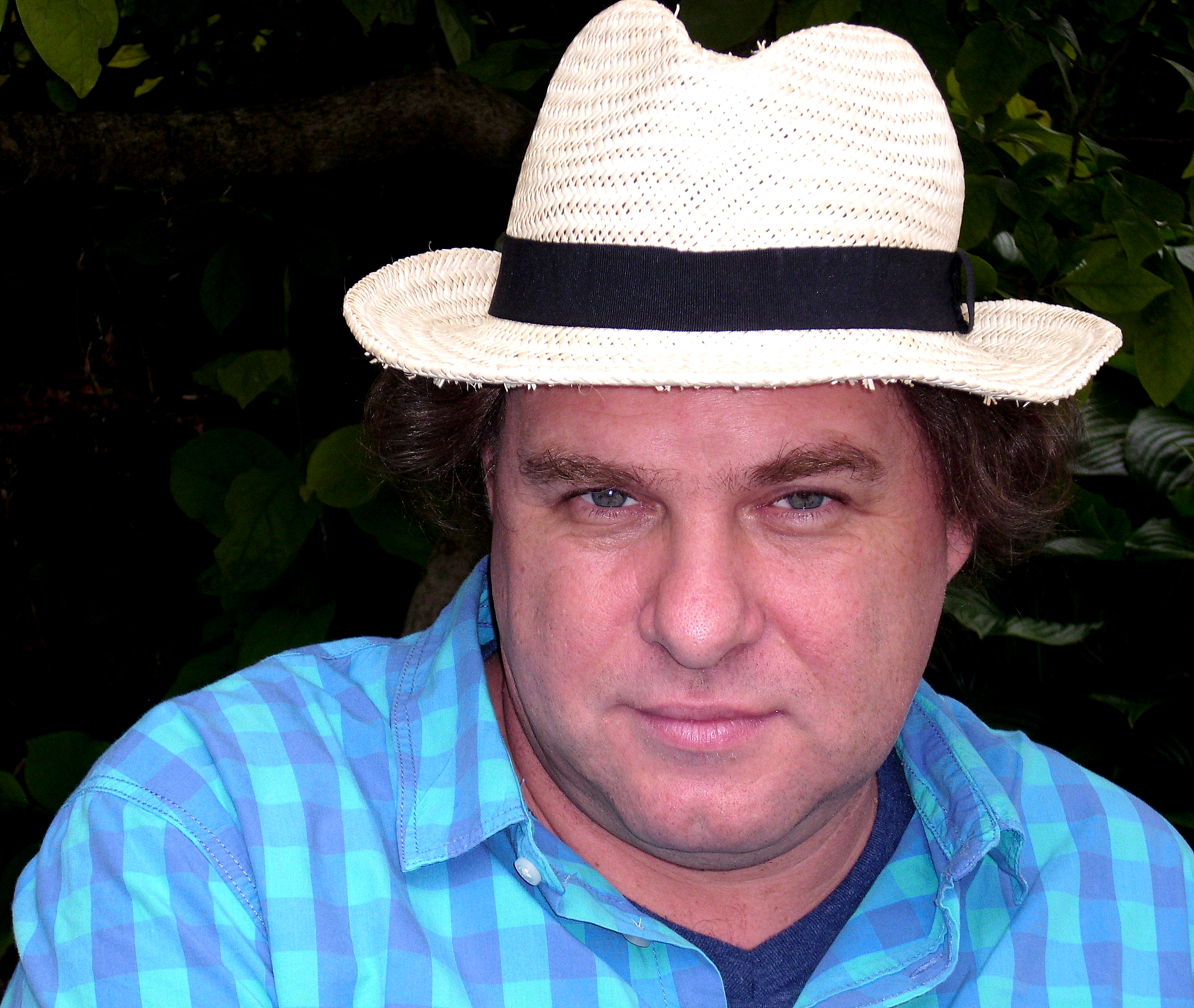
Dean Komel, 2009

Dean Komel (* 7. Juni 1960 in Bilje, Miren-Kostanjevica) ist ein slowenischer Philosoph und Publizist.

## Leben
Dean Komel studierte an der Philosophischen Fakultät der Universität Ljubljana. Nach dem Studium bei Bernhard Waldenfels und Klaus Held in Deutschland 1995 promovierte er zum Thema Hermeneutische Kritik der anthropologischen Orientierung in der Gegenwartsphilosophie. Heute ist er Professor für Gegenwartsphilosophie und Kulturphilosophie an der Abteilung für Philosophie der Philosophischen Fakultät an der Universität Ljubljana.
Komel ist Präsident der Gesellschaft für Phänomenologie in Ljubljana und wirkt in mehreren Redaktionen von Zeitschriften für Philosophie und Kultur (u. a. Phainomena, Nova Revija und Orbis Phaenomenologicus) mit. Seit 2005 ist er Forschungsleiter am Institut für Geisteswissenschaften Nova revija. 2003 erhielt er den Zois-Preis der Republik Slowenien für herausragende wissenschaftliche Leistungen in der Philosophie.

## Forschungsschwerpunkt
In seinen Forschungen setzt sich Komel vor allem mit dem Sinn der Philosophie in der Gegenwart auseinander. In diesem Zusammenhang entwickelt er auch philosophische Reflexion der Sprache, Geschichtlichkeit, Kunst, Interkulturalität und Humanwissenschaften. Er ist auch Autor vieler gesellschafts- und kulturkritischer Beiträge.

## Veröffentlichungen
- (Übers.) Martin Heidegger, Platonov nauk o resnici, Fenomenološko Društvo, Ljubljana 1991 (= Edition Phainomena, 2)
- Fenomenologija in vprašanje biti: Skrivnost skriva skrivnost, Založba Obzorja, Maribor 1993 (= Znamenja, 117), ISBN  86-3770667-3
- Razprtost prebivanja. O razmejitvi hermenevtične fenomenologije in filozofske antropologije, Nova Revija, Ljubljana 1996 (= Edition Phainomena, 4), ISBN 961-6017-26-8
- Diagrami bivanja, Fakulteta za Družbene Vede, Ljubljana 1998 (= Znanstvena knjižnica, Fakulteta za Družbene Vede, 27), ISBN 86-80227-91-9
- (Hrsg.) Annäherungen: Zur hermeneutischen Phänomenologie von »Sein und Zeit«, Nova Revija, Ljubljana 1999 (= Edition Phainomena, 12), ISBN 961-6017-92-6
- Osnutja. K filozofski in kulturni hermenevtiki, Ljubljana 2001
- Uvod v filozofsko in kulturno hermenevtiko, Filozofska Fakulteta, Ljubljana 2002, ISBN 961-237-029-X
- Identità e mediazione: Per un'ermeneutica dell'interculturalità, Edizione Università di Trieste, Triest 2003, ISBN 88-8303-118-0
- Medpotja filozofije in kulture, Litera, Maribor 2004 (= Nova znamenja 9), ISBN 961-6422-41-3
- (Hrsg.) Kunst und Sein: Beiträge zur phänomenologischen Ästhetik und Aletheiologie, Königshausen und Neumann,  Würzburg 2004 (= Orbis phaenomenologicus, Perspektiven, 4), ISBN 3-8260-2852-X
- Tradition und Vermittlung: Der interkulturelle Sinn Europas, Königshausen und Neumann,  Würzburg 2005 (= Orbis phaenomenologicus, Studien, 10), ISBN 3-8260-2973-9
- Humanistični pogovori, Miš, Dob 2007
- Resnica in resničnost sodobnosti, Filozofska fakulteta, Ljubljana 2007
- Smisao posredovanja, Demetra, Zagreb 2008
- Dean Komel / Mira Miladinović Zalaznik (ur.), The Faces of Europe, Obrazi Evrope, Nova revija, Ljubljana 2009[1]
- Intermundus. Hermeneutisch-phänomenologische Entwürfe, K&N, Würzburg 2009
- Potikanja, KUD Apokalipsa, Ljubljana 2010
- Sodobnosti, Nova revija, Ljubljana 2011
- Bivanja, Miš, Dob 2011
- Den Nihilismus verwinden (libri nigri Band 12), Verlag Traugott Bautz, Nordhausen 2012, ISBN 978-3-88309-712-1
- Kontemplationen - Entwürfe zur phänomenologischen Hermeneutik (libri nigri Band 37), Verlag Traugott Bautz, Nordhausen 2014, ISBN 978-3-88309-903-3
- Obeležja smisla, Inštitut Nove revije, Ljubljana 2016
- Razotkrivenost prebivanja, Lara, Zagreb 2018
- Mira Miladinović Zalaznik / Dean Komel (Hrsg.), Freiheit und Gerechtigkeit als Herausforderung der Humanwissenschaften / Freedom and Justice as a Challenge of Humanities,  Peter Lang, Bern – Berlin – New York – Oxford – Warszawa – Wien 2018
- Suvremenosti, Lara, Zagreb 2018
- Obilježja smisla, Litteris, Zagreb 2019
- Totalitarium, INR, Ljubljana 2019
- Mira Miladinović Zalaznik / Dean Komel (Hrsg.), Europe at the Crossroads of Contemporary World : 100 Years after the Great War. Europa an den Scheidewegen der gegenwärtigen Welt : 100 Jahre nach dem Großen Krieg. Forhum, INR, Ljubljana 2020
- Horizonti kontemporalnosti, INR, Ljubljana 2021
- Cathrin Nielsen / Hans Rainer Sepp / Dean Komel (Hrsg.): Eugen Fink : Annäherungen / Approaches / Rapprochements. In: Phainomena 31 | 122-123 | November 2022. Institute Nova revija in Zusammenarbeit mit: | in collaboration with: | en collaboration avec : Eugen-Fink-Zentrum Wuppertal doi:10.32022/PHI31.2022.122-123.1 SIF Praha, Central-European Institute of Philosophy[2]
- V paralaleh smisla, Inštitut Nove revije, Ljubljana 2023
- Human Existence and Coexistence in the Epoch of Nihilism - Menschliche     Existenz und Koexistenz in der Epoche des Nihilismus. Hrsg. von Dean     Komel, Alfredo Rocha de la Torre und Adriano Fabris. Phainomena 33 |     130-131, 2024[3]